# Калао самарський
Калао самарський (Penelopides samarensis) — вид птахів родини птахів-носорогів (Bucerotidae).

## Поширення
Ендемік Філіппін. Поширений на островах Самар, Калікоан, Лейте і Бохоль.